# Didunculus strigirostris
Didunculus strigirostris là một loài chim trong họ Columbidae.
Loài chim này được tìm thấy ở Samoa. Đây là loài sống duy nhất của chi Didunculus. Một loài tuyệt chủng có liên quan Didunculus placopedetes chỉ được biết đến từ phần còn lại của phân loài ở một số địa điểm khảo cổ ở Tonga. Loài chim này là quốc điểu Samoa và đặc trưng trên đồng bạc 20 tālā và 50 mảnh sene của loạt 2008/2011.

## Hình ảnh

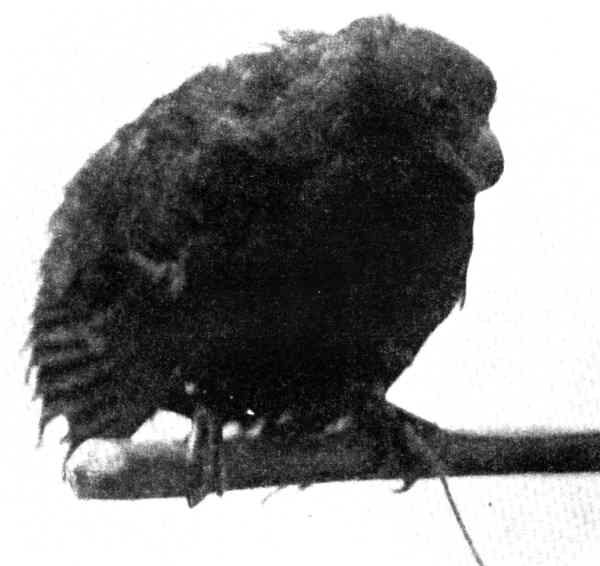
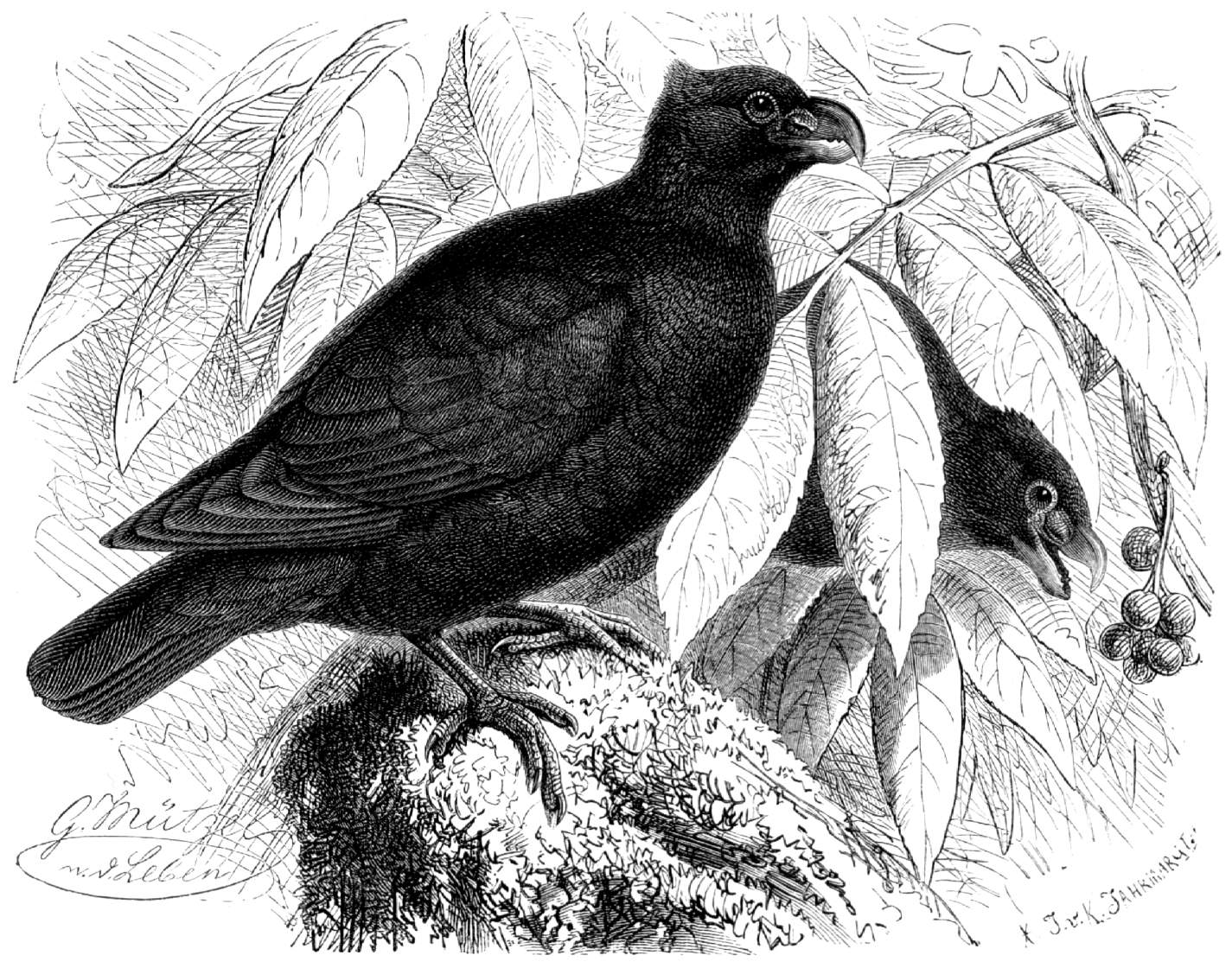
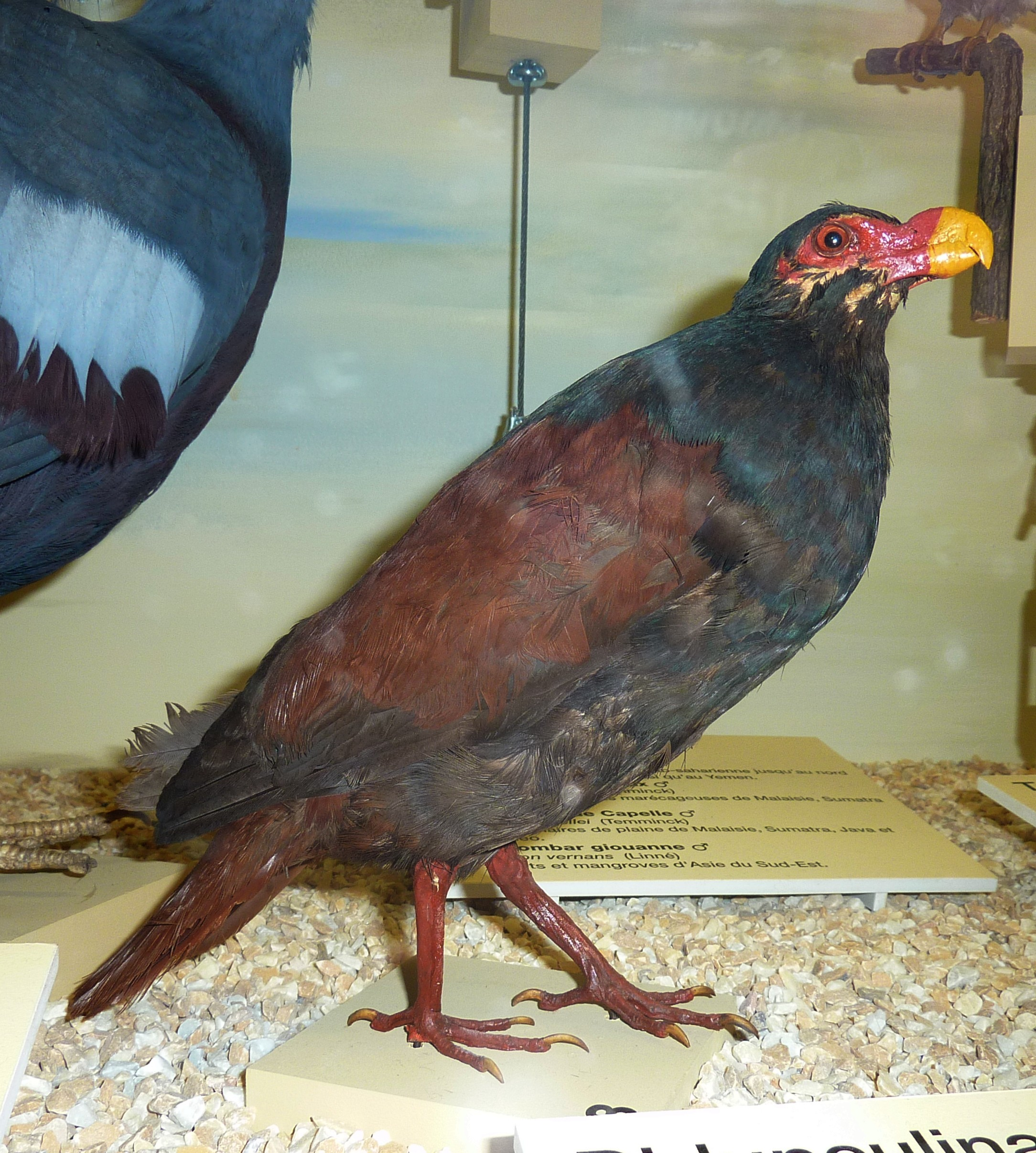